# Niebezpiecznik.pl
Niebezpiecznik.pl – polski serwis internetowy i firma zajmująca się bezpieczeństwem teleinformatycznym i promujący bezpieczne korzystanie z Internetu.
Portal został utworzony w 2009 roku przez Piotra Koniecznego, który zarejestrował jednoosobową działalność gospodarczą pod tą nazwą w marcu 2010 roku. Serwis promuje bezpieczne korzystanie z Internetu, informując o atakach cyberprzestępców, wydarzeniach w branży IT, dziurach w popularnych serwisach, nowych wirusach oraz wyciekach danych. Niebezpiecznik stał się również popularny dzięki występom na Infoshare, innych imprezach branżowych i spoza branży. 
Przez cały okres działalności na łamach serwisu są publikowane artykuły na temat różnych aspektów bezpieczeństwa teleinformatycznego, w tym materiałów we współpracy z innymi firmami. W lipcu 2017 roku, udostępniono pierwszy podcast („Na Podsłuchu”) mający zawierać nagrania dyskusji prowadzonych w redakcji serwisu. 
Firma utrzymuje się głównie z testów penetracyjnych oraz cykli płatnych szkoleń z zakresu bezpieczeństwa IT, zarówno dla osób prywatnych, jak i instytucji.
W 2024 portal otrzymał nagrodę Grand Press Digital and Technology za „wierność misji zwiększania bezpieczeństwa osób, firm i kraju wobec zagrożeń cybernetycznych”.